# Missões diplomáticas do Uzbequistão

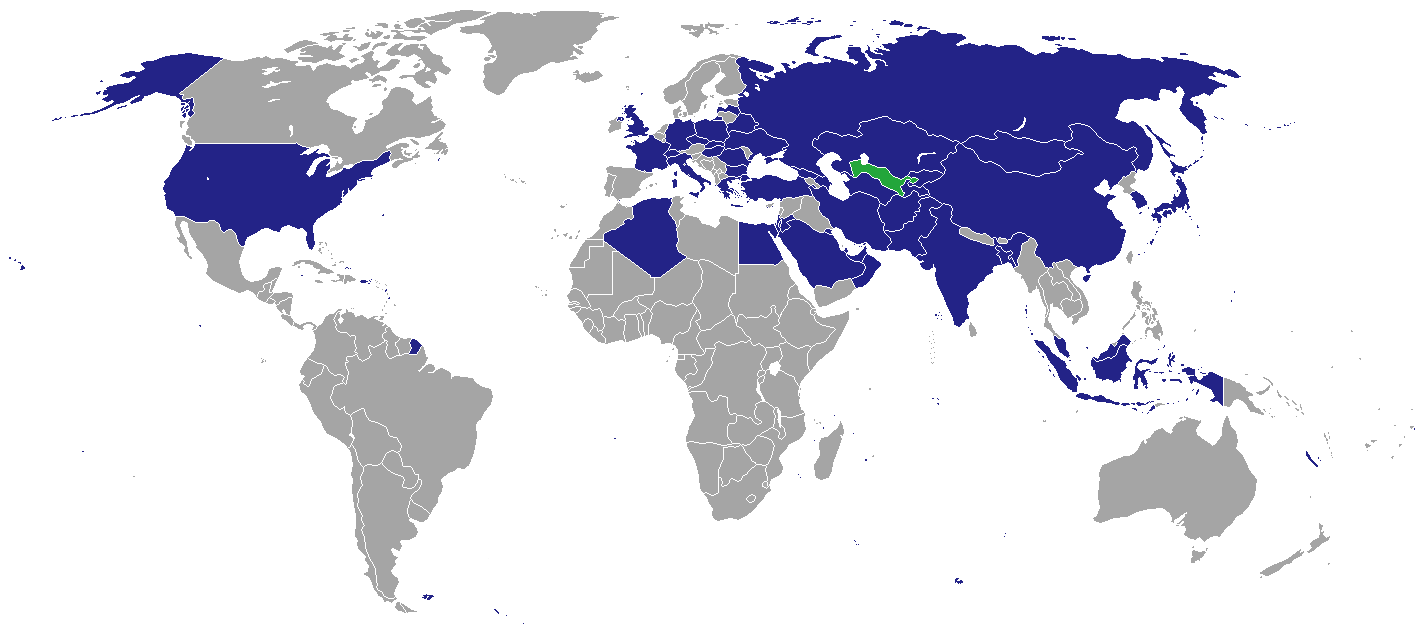
Missões diplomáticas do Uzbequistão

Abaixo se encontram as embaixadas e consulados do Uzbequistão:

## Europa

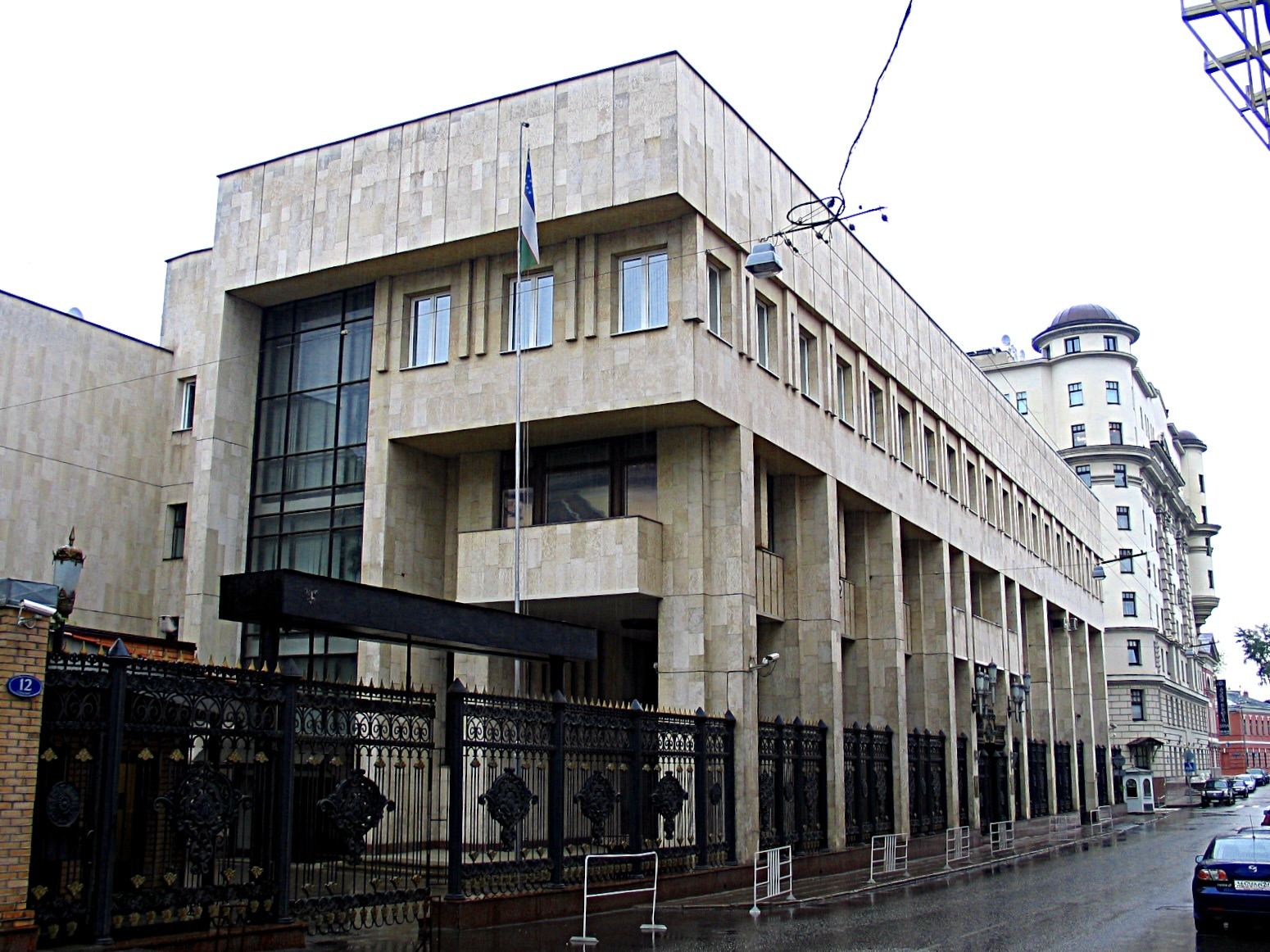
Embaixada do Uzbequistão em Moscou.

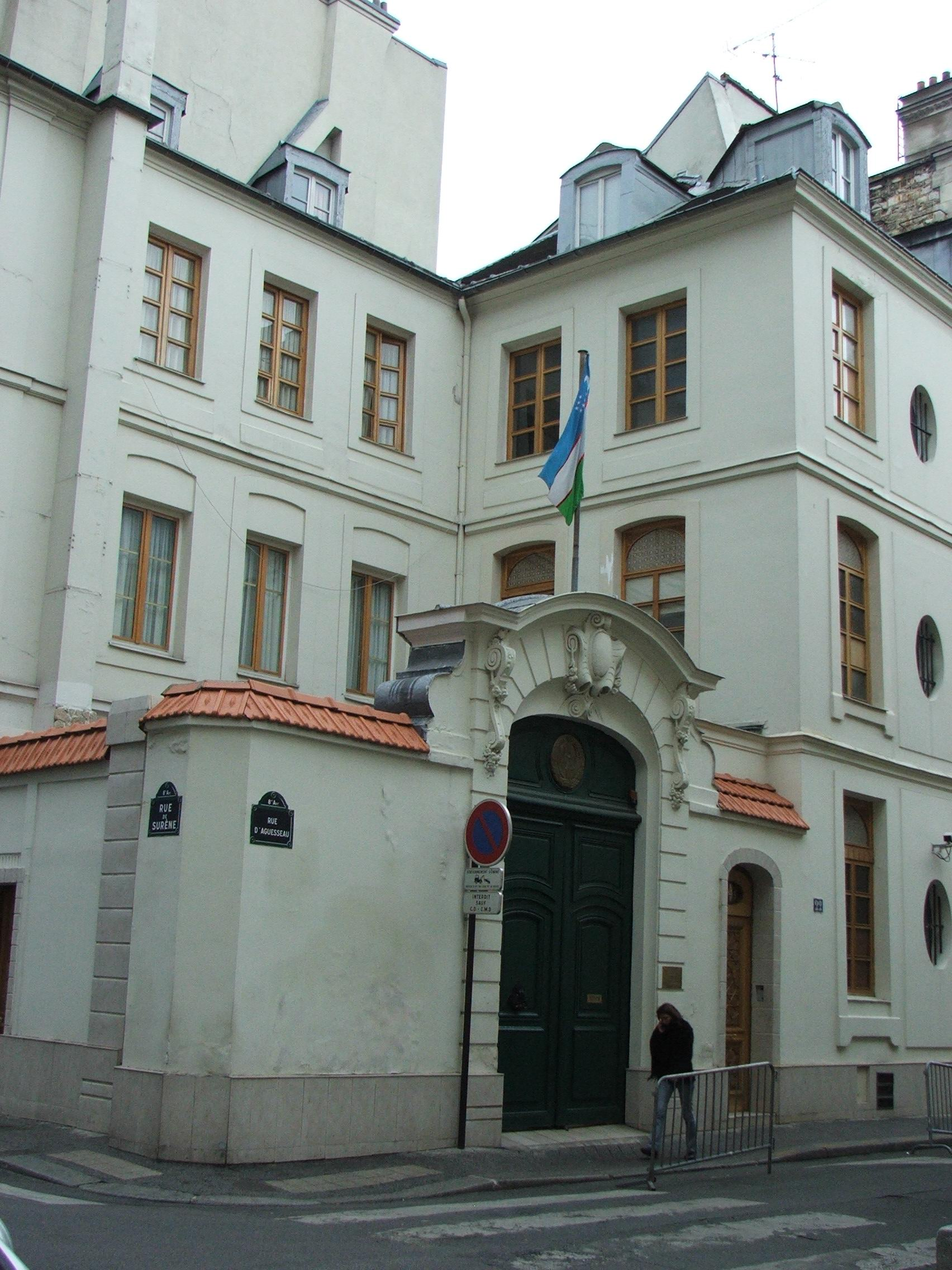
Embaixada do Uzbequistão em Paris.

- Alemanha
  - Berlim (Embaixada)
  - Frankfurt (Consulado-General)
- Áustria
  - Viena (Embaixada)
- Azerbaijão
  - Bacu (Embaixada)
- Bélgica
  - Bruxelas (Embaixada)
- Espanha
  - Madrid (Embaixada)
- França
  - Paris (Embaixada)
- Grécia
  - Atenas (Consulado-General)
- Itália
  - Roma (Embaixada)
- Letônia
  - Riga (Embaixada)
- Polónia
  - Varsóvia (Embaixada)
- Reino Unido
  - Londres (Embaixada)
- Rússia
  - Moscou (Embaixada)
- Ucrânia
  - Kiev (Embaixada)

## América

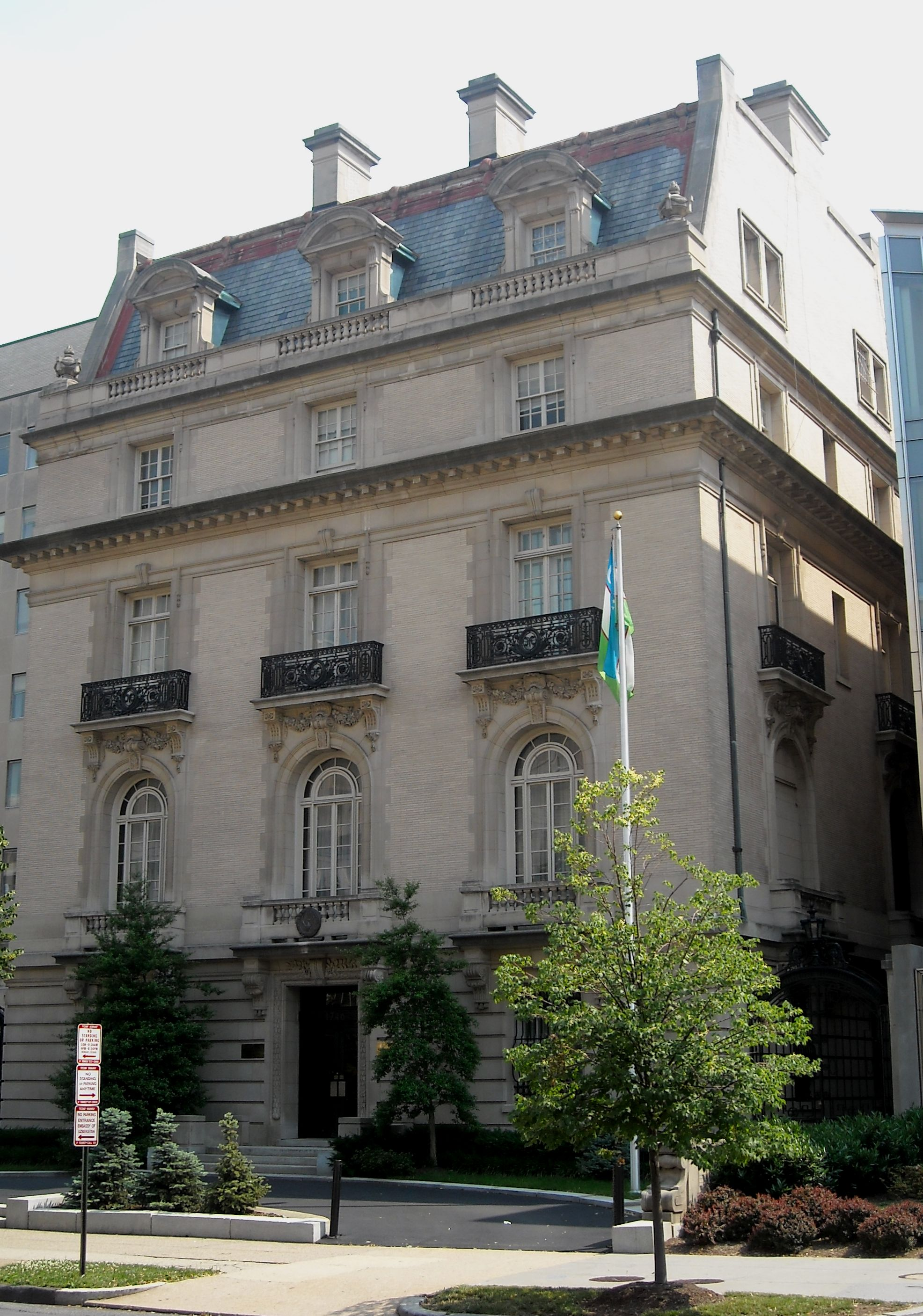
Embaixada do Uzbequistão em Washington, D.C..

- Estados Unidos
  - Washington, D.C. (Embaixada)
  - Nova Iorque (Consulado-General)

## Oriente Médio
- Arábia Saudita
  - Riade (Embaixada)
  - Gidá (Consulado-General)
- Emirados Árabes Unidos
  - Dubai (Consulado-General)
- Irão
  - Teerã (Embaixada)
- Israel
  - Tel Aviv (Embaixada)
- Kuwait
  - Cidade do Kuwait (Embaixada)
- Turquia
  - Ancara (Embaixada)
  - Istambul (Consulado-General)

## África
- Egito
  - Cairo (Embaixada)

## Ásia

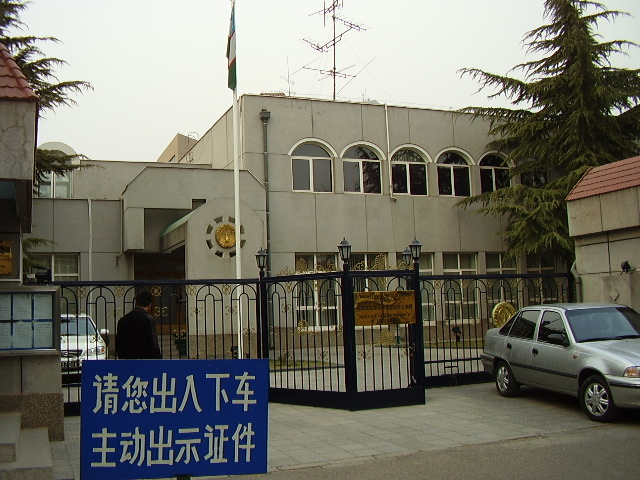
Embaixada do Uzbequistão em Pequim.

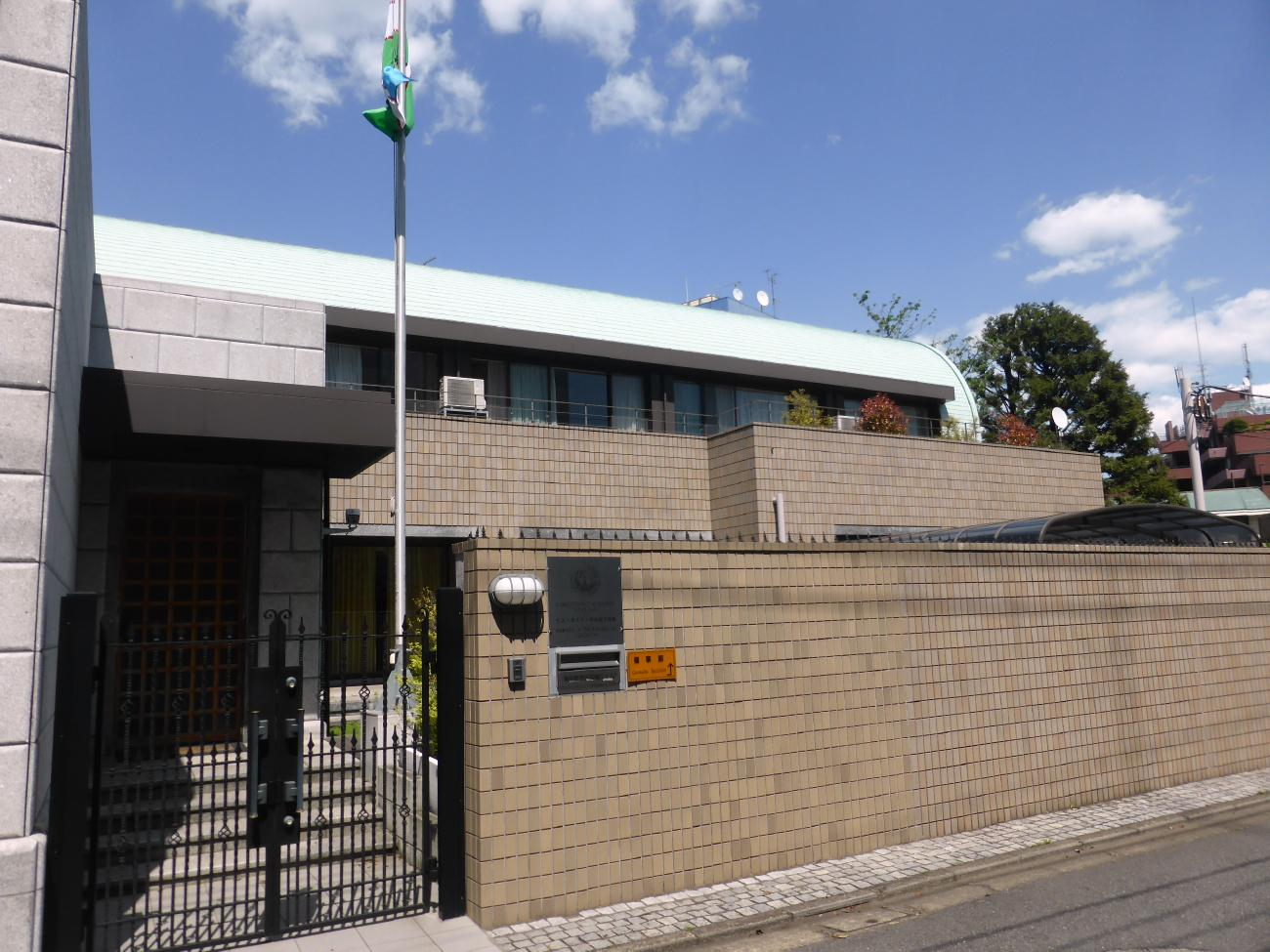
Embaixada do Uzbequistão em Tóquio.

- Afeganistão
  - Cabul (Embaixada)
  - Mazar-e Sharif (Consulado)
- China
  - Pequim (Embaixada)
- Coreia do Sul
  - Seul (Embaixada)
- Índia
  - Nova Déli (Embaixada)
- Indonésia
  - Jacarta (Embaixada)
- Japão
  - Tóquio (Embaixada)
- Cazaquistão
  - Almati (Embaixada)
- Quirguistão
  - Bisqueque (Embaixada)
- Malásia
  - Kuala Lumpur (Embaixada)
- Paquistão
  - Islamabade (Embaixada)
- Singapura
  - Singapura (Embaixada)
- Tajiquistão
  - Duxambé (Embaixada)
- Turquemenistão
  - Asgabate (Embaixada)

## Organizações Multilaterais

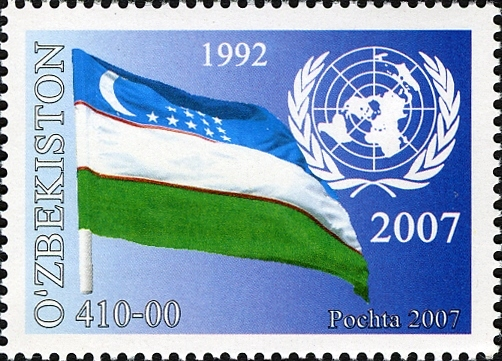
Selo uzbeque de 2007 em comemoração dos 15 anos da entrada do país nas Nações Unidas

- Bruxelas (Missão Permanente do Uzbequistão ante a União Europeia)
- Genebra (Missão Permanente do Uzbequistão ante as Nações Unidas e outras organizações internacionais)
- Nova Iorque (Missão Permanente do Uzbequistão ante as Nações Unidas)
- Paris (Missão Permanente do Uzbequistão ante a Unesco)
- Roma (Missão Permanente do Uzbequistão ante a Organização das Nações Unidas para Agricultura e Alimentação)
- Viena (Missão Permanente do Uzbequistão ante as Nações Unidas)